# Paraphiloscia hammeni
Paraphiloscia hammeni är en kräftdjursart som beskrevs av Albert Vandel1973. Paraphiloscia hammeni ingår i släktet Paraphiloscia och familjen Philosciidae. Inga underarter finns listade i Catalogue of Life.